# Club Atlético Juventud (Argentina)
O Club Atlético Juventud, popularmente conhecido como Juventud de Pergamino, é um clube de futebol argentino da cidade de Pergamino, na província de Buenos Aires. Foi fundado em 13 de julho de 1946 e pertence à Liga de Futebol de Pergamino e ao Torneo Regional Federal Amateur, são conhecidos pelos apelidos de Los Celestes e La Juve.

## História
Entrou no Torneo Argentino B na temporada 2004–05, logo ascendendo ao Torneo Argentino A. Jogou nesse torneio até a temporada 2009–10, após uma campanha ruim, voltou ao Torneo Argentino B na temporada 2010–11 no qual depois de outra campanha ruim desceu para o Torneo del Interior. 
Depois de uma boa participação nesta categoria em 2013 atingindo instâncias decisivas e devido a sua reconhecida história nos Torneios Federais mais as 7 temporadas no "A" argentino após uma reestruturação nas competições federais, atingiu-o, assim como outras 20 aproximadamente equipes, o convite para participar do Torneo Argentino B, do qual foi finalista na temporada 2014–15.
Já no Torneo Argentino B de 2017, fez uma fase de grupos excepcional, onde perdeu apenas um jogo e durante quase todo o curso da temporada foi líder absoluto, sem que ninguém pudesse rebaixá-lo, no final da primeira fase somou 32 pontos.
Já entrando na fase eliminatória da promoção, nas quartas de final, corresponderia a uma luta contra o Independiente de Chivilcoy com a vantagem de fechar em casa. No jogo de ida, o Juventud sofreu uma arbitragem marcadamente local, mas mesmo assim a partida terminou em 1 a 1, resultado importante para a volta a se qualificar para a próxima rodada, mas um gol do Independiente somou a uma péssima atuação do árbitro Bruno Amiconi incluindo uma clara penalidade não sancionada para o local levou a um final desejado que terminou em incidentes a 10 minutos restantes para terminar o jogo, entre os quais estão danos gravíssimos e lesões consideráveis à humanidade da lista restrita arbitral. Aqueles que foram desafiados pelos torcedores irritados e frustrados na porta do camarim exigindo que eles encerrassem o jogo. O relatório do árbitro foi para o Tribunal Disciplinar da AFA e desta forma os jovens foram desinscritos por um ano para competir nos Torneios do Conselho Federal, o que implica jogar no campeonato regional e também foram punidos com multa de cerca de 500 mil pesos e também foram suspensos por dois anos, alguns membros do campus.

## Torcida e Rivalidades
Os torcedores são popularmente conhecidos como "La Banda de la Ribera". A nível local de Pergamino, mantém uma grande rivalidade com Douglas Haig, visto que ambas as equipas disputaram o Torneo Argentino A representando a mesma cidade, mesmo uma vitória da Juventud contra a Santamarina de Tandil em Pergamino provocou o rebaixamento de Douglas, que teve de vencer em Puerto Madryn perdeu para Brown e o triunfo dos celestiais fez descer seu eterno rival. A nível nacional, o seu clássico é o Racing de Olavarria.

## Estatísticas

### Títulos
- Liga de Pergamino: 1973, 1974, 1975, 1977, 2003, Clausura 2004

### Jogadores ilustres
- Diego Churín, revelado no clube em 2006 e jogou até 2007;
- Adolfo Hirsch, jogou em 2007 e se naturalizou samarinês em 2011